# 에스타디오 루타 데 라 팔라타
에스타디오 루타 데 라 팔라타(스페인어: Estadio Ruta de la Plata)는 스페인 카스티야이레온주 사모라도 사모라에 위치한 축구장이다. 2002년 9월 1일에 사모라 CF와 CD 오우렌세의 경기에 처음 개장했다. 사모라 CF의 홈구장이며, 인조잔디와 천연잔디를 모두 갖추고 있다.